# Terezie z Herbersteinu
Terezie hraběnka z Herbersteinu, rozená hraběnka z Ditrichštejna (německy Theresia Gräfin von Herberstein, geborene Gräfin von Dietrichstein-Proskau-Leslie, 15. října 1822, Praha – 12. března 1895, Vídeň) byla česko-rakouská šlechtična, nejstarší ze čtyř dědiček obrovského majetku vymřelého knížecího rodu Ditrichštejnů. Ve druhé polovině 19. století spravovala rozsáhlé majetky v Čechách a na Moravě (Libochovice, Vlachovo Březí, Dolní Kounice). Jejími švagry byli rakouský ministr zahraničí Alexandr z Mensdorff-Pouilly a dlouholetý zemský velitel v Čechách generál Eduard z Clam-Gallasu.

## Životopis

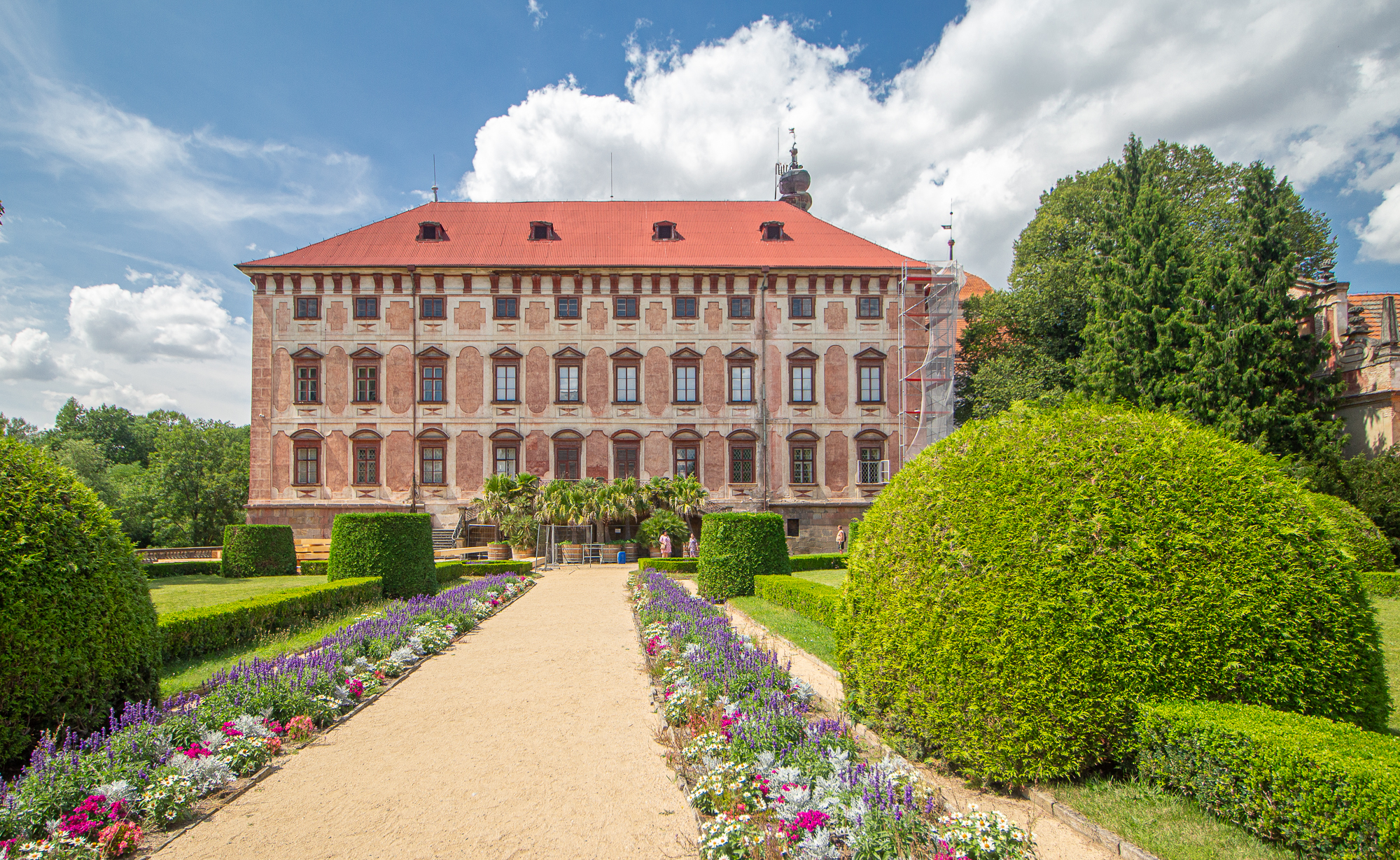
Zámek Libochovice

Narodila se v Praze jako nejstarší dcera knížete Josefa z Ditrichštejna (1798–1858) a jeho manželky Gabriely Antonie, rozené hraběnky Vratislavové z Mitrovic (1804–1880), dcery dlouholetého českého nejvyššího maršálka Josefa Antonína Vratislava z Mitrovic. Spolu se svými mladšími sestrami měla od dětství nárok na apanáž 3 000 zlatých ročně vyplácených z rodového majetku. Po otcově úmrtí zdědila jako nejstarší dcera fideikomis založený Gundakarem z Ditrichštejna. Tento majetek zahrnoval česká panství Libochovice, Budyni nad Ohří, Nepomyšl a Vlachovo Březí, dále pak menší statky v Rakousku a Štýrsku v celkově hodnotě sedm miliónů zlatých. Po úmrtí Josefa z Ditrichštejna byl naživu již jen jediný potomek knížecí větve Ditrichštejnů, Tereziin prastrýc Mořic z Ditrichštejna (1775–1864), který převzal knížecí titul, ale na dědictví rezignoval s podmínkou vysoké roční apanáže 40 000 zlatých. Za podobných finančních podmínek se ditrichštejnského dědictví vzdala i Tereziina matka Gabriela. K rozdělení majetku Ditrichštejnů došlo v červnu 1862 na zámku v Mikulově formou losu, každá ze čtyř sester měla převzít podíl v hodnotě 1 800 000 zlatých. Terezie si vylosovala moravské panství Dolní Kounice, menší statky v dnešním Slovinsku a palác ve Vídni.
V polovině 60. let 19. století proběhla mezi dědičkami Ditrichštejnů debata o převzetí jména a knížecího titulu Ditrichštejnů. Herbersteinové jako příslušníci staré rakouské šlechty odmítli vzdát se svého jména, knížecí titul Dietrichstein-Mensdorff-Pouilly byl se souhlasem Terezie Herbersteinové udělen jejímu švagrovi Alexandru Mensdorffovi (1813–1871). Z titulatury rodu Ditrichštejnů převzali Herbersteinové pouze jméno Proskau (po vymřelém rodu Pruskovských z Pruskova).
Po předčasném úmrtí manžela spravovala Terezie rozsáhlý rodový majetek, který rozšířila přikoupením statků Vrbičany (1864) a Panenský Týnec (1872). Pobývala střídavě v Libochovicích a ve Vídni, majetku v severních Čechách věnovala značnou pozornost, založila například několik výnosných cukrovarů. Nezanedbávala ale ani majetek na jižní Moravě a jako patronka farnosti v Dolních Kounicích přispěla částkou 15 000 zlatých na stavbu nového kostela. Celkově v Čechách a na Moravě spravovala velkostatky o výměře přibližně 12 000 hektarů. Byla c.k. palácovou dámou a dámou Hvězdového řádu. V létě pobývala na zámku v Libochovicích, v zimě střídala pobyty ve vídeňském paláci a v paláci ve Štýrském Hradci.

### Manželství a potomstvo
V roce 1849 se ve Vídni provdala za hraběte Jana Bedřicha z Herbersteinu (1810–1861), který patřil ke staré rakouské šlechtě a v mládí zastával funkci krajského hejtmana ve Znojmě, krátce po sňatku se stal místodržitelem v Salcburku (1850–1852). Z jejich manželství pocházelo pět dětí.
- 1. Františka (19. října 1850 – 30. srpna 1920), manžel 1875 Ladislav hrabě Hoyos (25. srpna 1834– 23. ledna 1901), rakousko-uherský vyslanec v Rumunsku 1878–1882, velvyslanec ve Francii 1883–1894 a velvyslanec v USA 1875–1878
- 2. Gabriela (3. prosince 1851, Štýrský Hradec – 9. listopadu 1923, Gmunden), manžel 1879 Mikuláš kníže z Wrede (26. prosince 1837, Petrohrad – 1. srpna 1909, Gmunden), c.k. generálmajor, rakousko-uherský vyslanec ve Württembersku 1884–1888, v Bavorsku 1888–1896
- 3. Marie Anna (3. prosince 1851, Štýrský Hradec – 2. srpna 1921, Baden), 1. manžel 1872 Zikmund hrabě Khevenhüller-Metsch (31. května 1841, Vídeň – 10. července 1879, Štýrský Hradec), 2. manžel 1890 Maxmilián z Orsini-Rosenbergu (17. března 1846, Štýrský Hradec – 27. srpna 1922, Baden), c.k. generál jízdy, nejvyšší hofmistr arcivévodkyně Marie Karolíny
- 4. Jan Josef (9. března 1854, Štýrský Hradec – 25. května 1944, tamtéž), c.k. komoří, dědic velkostatků Libochovice, Dolní Kounice atd., 1896 příjmení Herberstein-Proskau
- 5. Marie Františka (27. dubna 1857, Štýrský Hradec – 20. října 1943), manžel 1892 Hugo Leopold hrabě Kálnoky (2. června 1844, Letovice – 23. května 1928, tamtéž), c.k. generálmajor, člen panské sněmovny (jeho první manželka Marie Gabriela byla dcerou Tereziiny sestry Alexandriny)

## Rozdělení ditrichštejnského dědictví mezi dcery knížete Josefa z Ditrichštejna
| Dědička                                                 | Velkostatky, nemovitosti | Hodnota podílu    | Čistá hodnota podílu po odečtení pasiv a dorovnání finanční hotovostí |
| ------------------------------------------------------- | --- | ----------------- | --------------------------------------------------------------------- |
| Terezie z Herbersteinu (1822–1895)                      | Dolní Kounice, Grad (dnešní Slovinsko), Ristovec (dnešní Slovinsko) palác ve Vídni (Herrengasse 1) (jako nejstarší dcera převzala již v roce 1858 gundakarovský fideikomis (Libochovice, Budyně nad Ohří, Vlachovo Březí) | 1 772 209 zlatých | 1 846 020 zlatých                                                     |
| Alexandrina Dietrichstein-Mensdorff-Pouilly (1824–1906) | Mikulov palác ve Vídni (Minoritenplatz 3) | 1 760 091 zlatých | 1 846 020 zlatých                                                     |
| Gabriela z Hatzfeldu (1825–1908)                        | Lipník nad Bečvou, Hranice, Helfštýn vila ve Weidinglau | 1 720 190 zlatých | 1 846 020 zlatých                                                     |
| Klotylda z Clam-Gallasu (1828–1899)                     | Polná, Přibyslav, Vojnův Městec, Žďár nad Sázavou železárny Staré Ransko, palác ve Vídni (Währinger Strasse 30) | 1 688 864 zlatých | 1 846 020 zlatých                                                     |